# کورده (لارستان)
کورده، روستایی در دهستان دهکویه بخش مرکزی شهرستان لارستان در استان فارس ایران است. این روستا، مرکز دهستان دهکویه است.

## جمعیت
بر پایه سرشماری عمومی نفوس و مسکن در سال ۱۳۹۵، جمعیت این روستا برابر با ۳٬۵۹۵ نفر (۱٬۰۴۲ خانوار) بوده‌است.